# Чорні Ослави
Чорні Ослави — село Делятинської селищної громади Надвірнянського району Івано-Франківської області.
Село знаходиться на віддалі 24 км від районного центру і за 16 км від залізничної станції Делятин. Населення близько двох тисяч людей.

## Географія
Село Чорні Ослави лежить біля підніжжя Карпатських гір, на висоті понад 500 метрів над рівнем моря. Селом протікає річка Ослава Чорна.

## Історія
За даними облуправління МГБ у 1949 р. в Яремчанському районі підпілля ОУН найактивнішим було в селах Білі Ослави і Чорні Ослави.

## Населення

### Мова
Розподіл населення за рідною мовою за даними перепису 2001 року:
| Мова       | Кількість | Відсоток |
| ---------- | --------- | -------- |
| українська | 2010      | 99.90%   |
| російська  | 1         | 0.05%    |
| румунська  | 1         | 0.05%    |
| Усього     | 2012      | 100%     |

## Символіка

### Герб
Щит перетятий зеленим і лазуровим. У першій частині дві срібні бичачі голови прямо з чорними очима і ніздрями, в золотому ярмі. У другій частині срібна гуцульська сокира в стовп, що супроводжується з обох боків двома протиставленими квітками із золотим листям і срібними бутонами.

### Прапор
Квадратне полотнище складається з чотирьох горизонтальних смуг червоного, зеленого, блакитного та чорного кольорів у співвідношенні 1:6:6:1. У центрі полотнища біла гуцульська сокира, покладена у висхідну діагональ.

## Відомі люди
- Пахолків Святослав-«Дуденко» — командир сотні УПА «Бистрі», лицар Бронзового хреста бойової заслуги. Похований у селі.
- Осьодло Галина Василівна (06.03.1968) – доктор медичних наук, професор, полковник м/с, начальник кафедри військової терапії Української військово-медичної академії.

## Лісництво
На території села розташований розсадник Білоославського лісництва. Площа господарства — 14,8 гектара.
Неподалік від села розташований Білоославський заказник.

## Соціальна сфера
В Чорних Ославах є загальноосвітня школа I—III ступенів, фельдшерсько-акушерський пункт. Сферу культури та дозвілля в селі представляють 2 бібліотеки та будинок культури

## Релігія
На території села зареєстровані дві церкви: УГКЦ «Святого Архистратига Михаїла», отець Іван Климюк, та ПЦУ «Святого Василія Великого», о. Микола Грицанюк.